# Verona Walk
Verona Walk – jednostka osadnicza w Stanach Zjednoczonych, w stanie Floryda, w hrabstwie Collier.